# Kerzenheim
Kerzenheim è un comune di 2.219 abitanti della Renania-Palatinato, in Germania.
Appartiene al circondario del Donnersberg (targa KIB) ed è parte della comunità amministrativa (Verbandsgemeinde) di Eisenberg.